# John J. Glessner House

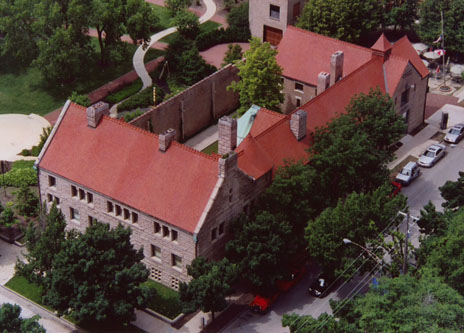
Vue de l'ensemble du bâtiment.

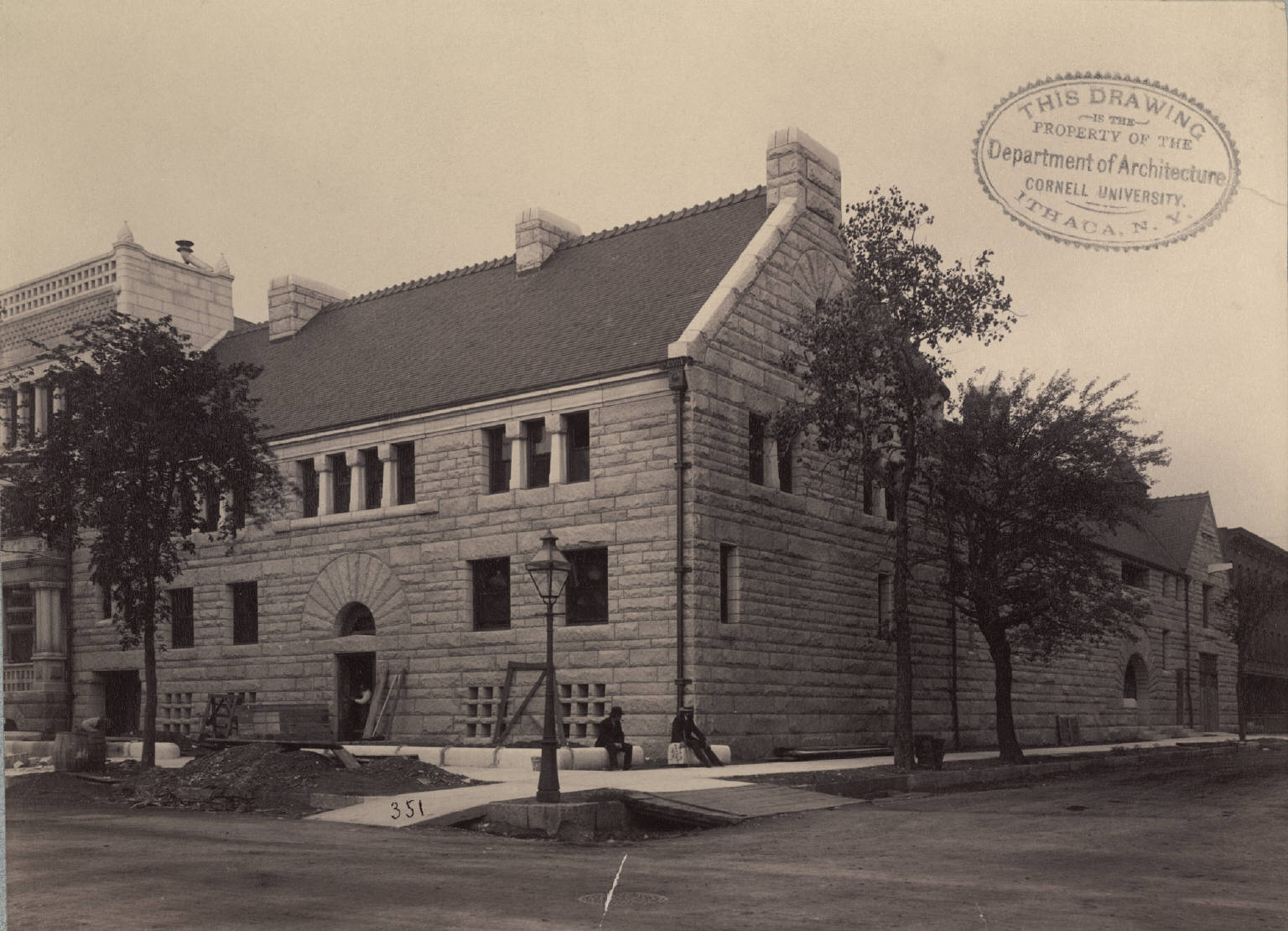
Vue de la façade principale du bâtiment en 1887.

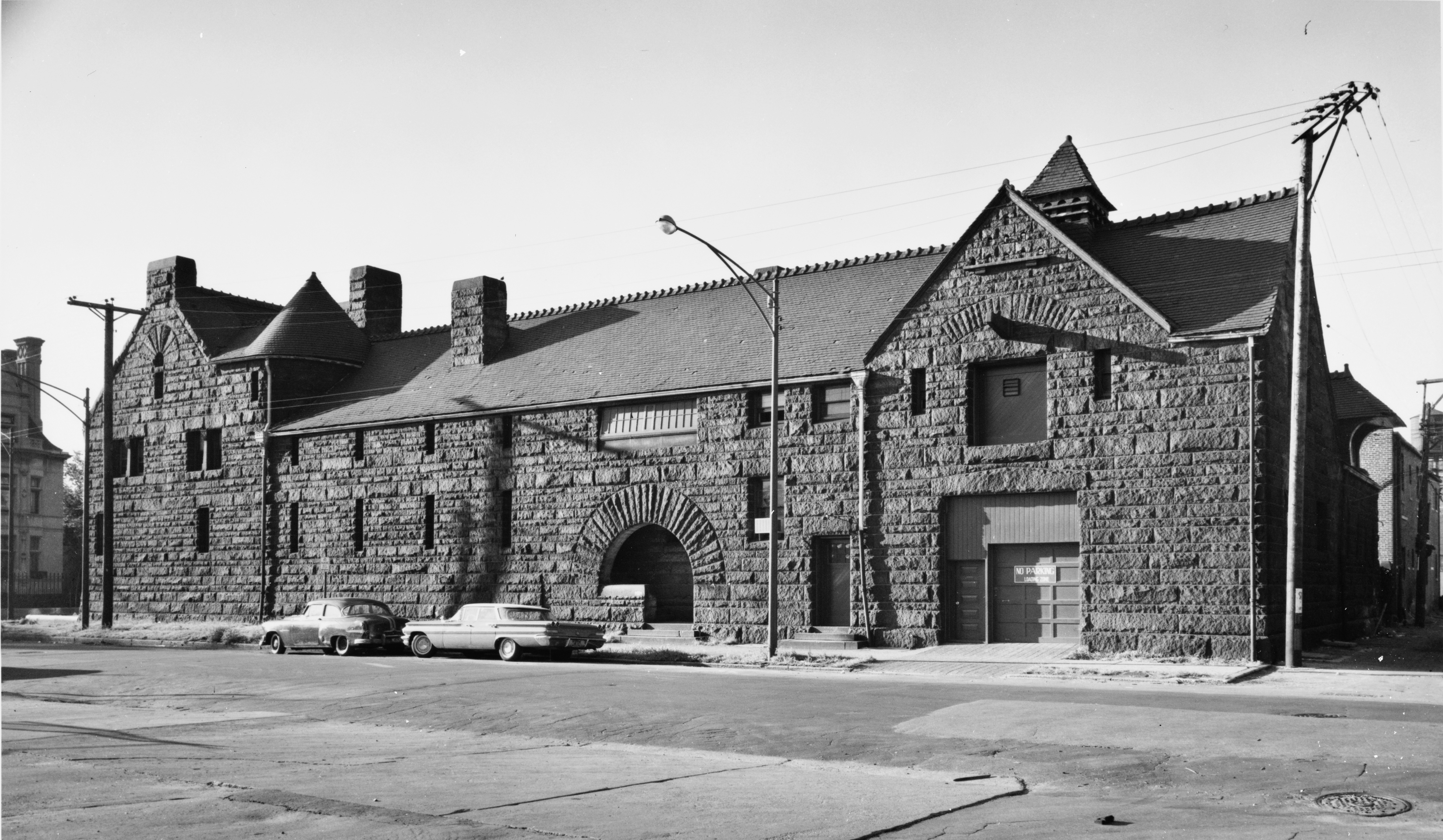
Photographie de la John J. Glessner House en 1963.

La John J. Glessner House, qui abrite de nos jours le Glessner House Museum, est une résidence remarquable de la fin du XIXe siècle, située au 1800 S. Prairie Avenue dans le secteur de Near South Side à Chicago. Elle fut conçue entre 1885 et 1886 par l'architecte Henry Hobson Richardson, pour l'homme d'affaires John Jacob Glessner. La demeure fut achevée à la fin 1887. La propriété est inscrite sur la liste des Chicago Landmarks (CL) depuis le 14 octobre 1970 et sur le Registre national des lieux historiques (National Register of Historic Places) le 17 avril 1970. Elle est devenue un National Historic Landmark (NHL) le 7 janvier 1976.